# Hrafn Þorkelsson
Hrafn Þorkelsson (Thorkelsson) es el nombre de varios personajes relacionados con la historia de la Mancomunidad Islandesa:
- Hrafn Þorkelsson (n. 933) fue un vikingo y bóndi de Hleiðargarður, Saurbær í Eyjafirði, Eyjafjarðarsýsla. Hijo de Þorkell Þórisson.[1] Es un personaje de la saga de Njál.[2]

- Hrafn Þorkelsson (n. 1010) fue un vikingo y bóndi de Ljósavatn, Suður-Þingeyjarsýsla.[3][4] Era hijo de Þorkell Þorgeirsson.[5] Es uno de los personajes de la saga Ljósvetninga.[6]